# Gitoformate
Gitoformate (INN, hoặc pentaformylgitoxin, tên thương mại Dynocard) là một glycoside tim, một loại thuốc có thể được sử dụng trong điều trị suy tim sung huyết và rối loạn nhịp tim (nhịp tim không đều). Được sản xuất bởi Madaus, nó không có sẵn ở Mỹ và dường như cũng không có sẵn ở châu Âu.

## Hóa học
Gitoformate là một dẫn xuất của glycoside gitoxin, với năm trong số sáu nhóm hydroxyl tự do được hình thành, một trên aglycon và bốn trên đường. Gitoxin, một glycoside tim từ woolly foxglove (Digitalis lanata), có một loại aglycon thuộc loại cardenolide có tên gitoxigenin, cũng là aglycon của lanatoside B, một loại Digitalis lanata glycoside khác.